# Холоднокровне вбивство
«Холоднокровне вбивство» (англ. In Cold Blood) — американський телевізійний фільм 1996 року.

## Сюжет
Дізнавшись, що сім'я Клаттерів тримає десять тисяч доларів готівкою на своїй фермі, бездомні бродяги Перрі Сміт і Дік Гікок вирішуються на пограбування. Однак грошей у будинку не виявляється, і приятелі по звірячому вбивають одного за іншим всіх членів сім'ї.

## У ролях
| Актор           | Роль              |
| --------------- | ----------------- |
| Ентоні Едвардс  | Дік Гікок         |
| Ерік Робертс    | Перрі Сміт        |
| Сем Нілл        | агент Елвін Дьюї  |
| Кевін Тай       | Герберт Клаттер   |
| Джилліан Барбер | Бонні Клаттер     |
| Марго Фінлі     | Ненсі Клаттер     |
| Роббі Боуен     | Кеньон Клаттер    |
| Бетел Леслі     | Бесс Гартман      |
| Гвен Вердон     | Седі Трюітт       |
| Лео Россі       | агент Гарольд Най |
| Трой Еванс      | Карл Данц         |
| Раян Рейнольдс  | Боббі Рупп        |
| Емілі Перкінс   | Кеті Евальт       |